# 幸洋子
幸 洋子（ゆき ようこ）は、日本の映像作家。愛知県名古屋市出身。

## 略歴
2015年に東京芸術大学大学院を修了し、主にアニメーション作品を制作し、作品は国内外の映画祭で上映されている。現在はアニメーション制作会社の所属クリエイターとして、映像制作をしながら、個人の作品も制作している。代表作「ズドラーストヴィチェ！」は、 第19回文化庁メディア芸術祭　アニメーション部門審査委員会推薦作品に選定され、あいちトリエンナーレ2016の映像プログラムでも上映された。
学部生時代に写真や実写映像、CGや音楽など映像制作全般を履修していることから、上映形式の作品だけでなく映像インスタレーション作品なども手掛けている。

## 参加作品
- ポプテピピック　(POP TEAM COLLAGE 第14話 コーナー監督)
- シャキーン！ミュージック　「風に聞く」（監督）
- 映像作家100人2019（ティザー映像）
- 沖縄NHKEテレうちなーであそぼ「岩屋にこもった 女神様」・「安須森の黄金」
- こねこのチーポンポンらー大冒険（OP）
- こねこのチーポンポンらー大旅行（ED）
- 旅する？（さぬき映画祭WebCM）
- なんだろう？（SKIPCITYWebCM）
- 治したい癖（任天堂Miitomo Web CM）
- 渋谷で会いましょう！（シブカル秋祭。webCM）
- オトナの一休さん（OP、ED、2則、5則、6則、11則、14則、18則、24則）
- ゲスの極み乙女「無垢の季節」
- つるの剛士「セミ♂ロック」
- ポリンキー（Webアニメ）
- 來來來チーム「東洋一」

## 自主制作作品
- 黄色い気球とばんの先生（2014　制作と主演）
- ズドラーストヴィチェ！（2015　制作と主演）
- 大濠公園　　　　　　　（2016　制作と主演）
- 電気100%　　 　　　　（2017　制作と主演）
- 夜になった雪のはなし　（2018　制作と主演）

## 受賞歴
2014年
- 美術手帖 PRESENTS シブカル杯。（渋谷PARCO） グランプリ[5]
- 第20回 学生CG コンテスト 水江未来賞
- アニメーション神戸（神戸）最優秀賞 大地丙太郎賞
- 第17回 京都国際学生映画祭 入選

2015年
- 新千歳空港国際アニメーション映画祭2015 日本グランプリ
- 日本映画テレビ技術協会 青い翼大賞
- TBS DigiCon6 JAPAN 最優秀賞
- TBS DigiCon6 ASIA 審査員特別賞
- 第21回学生CGコンテストアート部門 最優秀賞
- 第19回文化庁メディア芸術祭 アニメーション部門 審査委員会推薦作品
- イメージフォーラムフェスティバル2015 ジャパントゥモロウ（東京、京都、横浜、福岡、愛知）観客賞
- ASK?映像祭2015 ASK?賞
- ICAF2015 観客賞
- 下北沢映画祭 審査員特別賞

2016年
- MOOSIC LAB 2016 審査員特別賞
- MEC Award 2016 大賞